# Babymetal
Le Babymetal sono un gruppo musicale di idol giapponesi che unisce la musica j-pop (o più precisamente la musica delle idol) alle sonorità tipiche della musica heavy metal, creato nel 2010 dall'agenzia di talenti Amuse.
È formato dalla cantante Suzuka Nakamoto (Su-metal) e dalle coriste Moa Kikuchi (Moametal) e Momoko Okazaki (Momometal). Il terzo membro della formazione originale, Yui Mizuno (Yuimetal), abbandonò il gruppo nel 2018, e da allora venne sostituita da una o più ballerine di supporto durante le esibizioni dal vivo. Una di queste ballerine, Momoko Okazaki (in precedenza membro delle Sakura Gakuin), entrò a far parte del gruppo come terzo membro fisso nell'aprile 2023, sotto lo pseudonimo di Momometal.
L'omonimo album di debutto del gruppo, pubblicato nel 2014, si classificò alla quarta posizione della classifica Oricon e al secondo della classifica Billboard Japan, successo ottenuto anche dal secondo album Metal Resistance, secondo nella classifica Oricon, e dal terzo album Metal Galaxy, terzo nella medesima classifica e primo album in assoluto per un'artista asiatico a raggiungere la cima della classifica Top Rock Albums di Billboard.

## Storia del gruppo

### 2010-2012: formazione e periodo indie
Il gruppo nacque nel 2010 come sub-unit del gruppo idol femminile Sakura Gakuin, dall'idea di creare un gruppo che potesse unire il concetto che sta alla base della cultura idol giapponese alle sonorità della musica heavy metal. Il progetto si sviluppò intorno a Suzuka Nakamoto (Su-metal) – ex membro anche di un altro gruppo idol della Amuse, le Karen Girl's – le cui doti vocali e presenza scenica avevano favorevolmente impressionato il produttore Kei Kobayashi. Per completare il trio vennero scelte Yui Mizuno (Yuimetal) e Moa Kikuchi (Moametal), all'epoca entrambe di dieci anni. Nessuna delle tre era a conoscenza di cosa fosse la musica metal prima di entrare a far parte del progetto. Come per le Sakura Gakuin, anche le Babymetal vennero affiancate da MIKIKO, che si occupò delle loro coreografie.
La prima esibizione dal vivo del gruppo avvenne il 28 agosto 2010 durante un concerto delle Sakura Gakuin, mentre il loro primo brano, Dokidoki morning, venne inizialmente inserito nell'album delle stesse, Sakura Gakuin 2010nendo: Message, pubblicato nell'aprile 2011. Successivamente ne venne girato un video musicale, prima pubblicato in formato DVD e distribuito in occasione dei loro concerti, e poi caricato su YouTube, dove ottenne grande riscontro anche al di fuori del Giappone. Nel luglio 2011 presentarono, nuovamente in occasione di un concerto delle Sakura Gakuin, il brano Ijime, dame, zettai, successivamente pubblicato come singolo nel 2013.
Il primo singolo in formato CD del gruppo, Babymetal × Kiba of Akiba (in collaborazione con la band Kiba of Akiba), fu pubblicato nel marzo 2012 dall'etichetta discografica Jūonbu Records (filiale della Toy's Factory), posizionandosi al terzo posto della classifica settimanale Oricon per le pubblicazioni indipendenti e al primo posto di quella della Tower Records. Il singolo successivo, Headbanger!!, fu pubblicato nel luglio dello stesso anno. Nell'agosto 2012 le Babymetal debuttarono al Summer Sonic Festival diventando, con un'età media di 12 anni, le più giovani artiste a esibircisi.

### 2013-2014: l'album di debutto

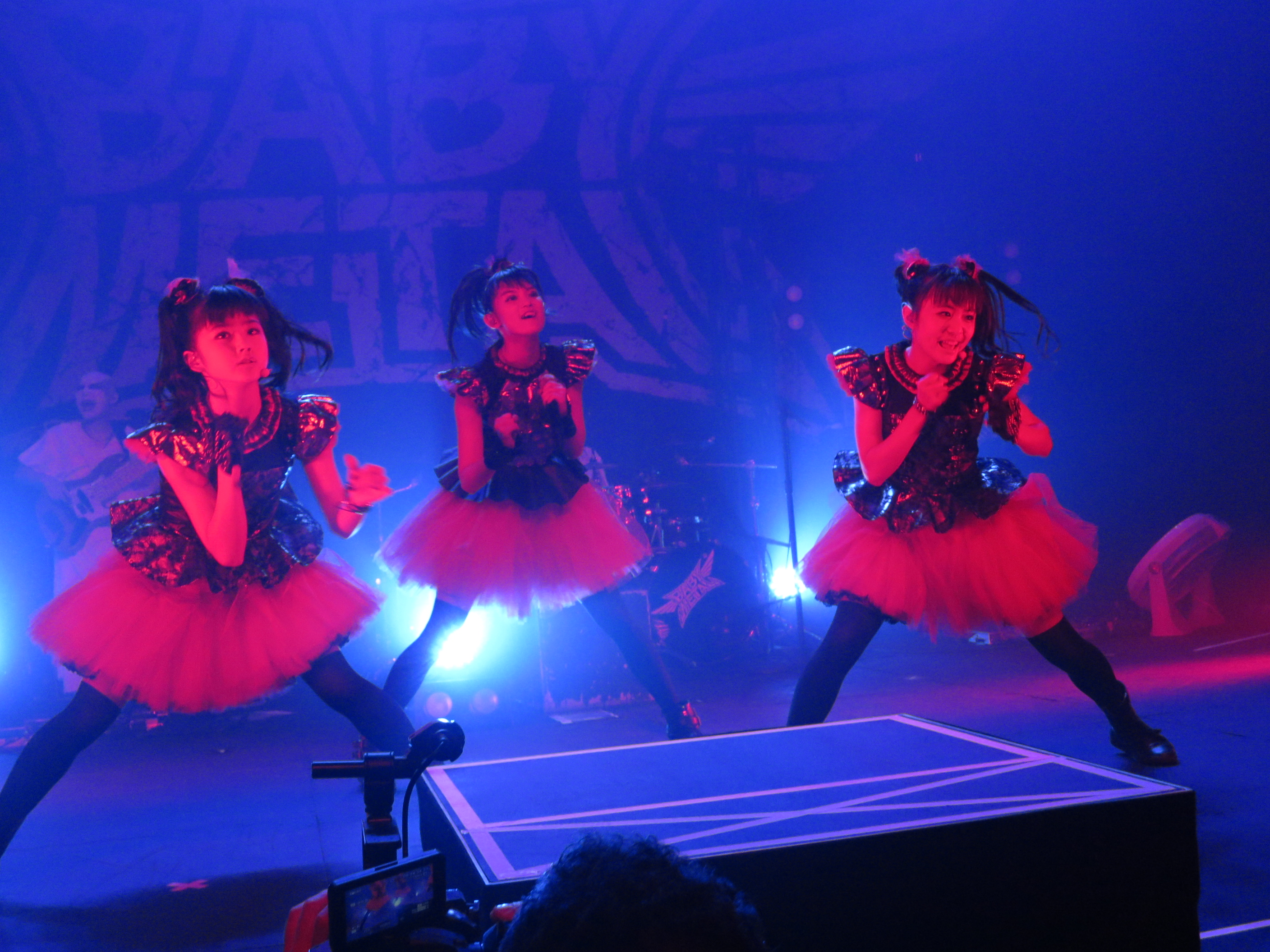
Le Babymetal dal vivo in una delle loro coreografie nel 2014

Nel 2013 il gruppo debuttò sotto un'etichetta discografica major pubblicando i singoli Ijime, dame, zettai e Megitsune. Nella primavera dello stesso anno Suzuka Nakamoto (Su-metal) conseguì il diploma di scuola media inferiore, lasciando di conseguenza le Sakura Gakuin, in quanto la politica del gruppo prevede che vi facciano parte esclusivamente componenti che frequentino le scuole elementari o le medie. Tuttavia la produzione le permise di portare avanti il progetto delle Babymetal e di proseguire la carriera con il gruppo.
In agosto si esibirono al Summer Sonic Festival per il secondo anno consecutivo, mentre in ottobre parteciparono per la prima volta al Loudpark, unica manifestazione del Giappone dedicata alla musica metal diventando, anche in questo caso, il gruppo più giovane nella storia del festival ad avervi mai partecipato. A novembre, inoltre, collaborono con i Metallica alla promozione per il mercato giapponese del film concerto del gruppo statunitense Metallica 3D Through the Never. Verso la fine dell'anno il gruppo pubblicò il primo DVD dal vivo, Live: Legend I, D, Z Apocalypse, contenente tre diversi concerti. Il disco debuttò al settimo posto della classifica Oricon settimanale per i DVD e al secondo in quella per i DVD musicali.
Il 26 febbraio 2014 le Babymetal pubblicarono il loro primo eponimo album in studio. Il disco venne reso disponibile anche in un'edizione limitata, comprendente un DVD con alcuni video musicali ed esibizioni dal vivo. L'album fu accolto positivamente sia dalla critica che dal pubblico, debuttando al numero 4 della classifica Oricon e al numero 2 della Billboard Japan, con 37 000 copie vendute nella prima settimana in Giappone. Inoltre esordì alla prima posizione della classifica iTunes Metal negli Stati Uniti, nel Regno Unito e in Germania, mentre il 22 marzo si posizionò alla posizione numero 187 della Billboard 200, cosa riuscita fino ad allora solo a pochi artisti giapponesi, e al numero 4 della classifica Top Heatseekers. Successivamente, nel 2015, il disco venne pubblicato anche in Europa e in Nord America, rispettivamente sotto le etichette EarMusic (filiale della Edel Music) e RAL (Sony Music).

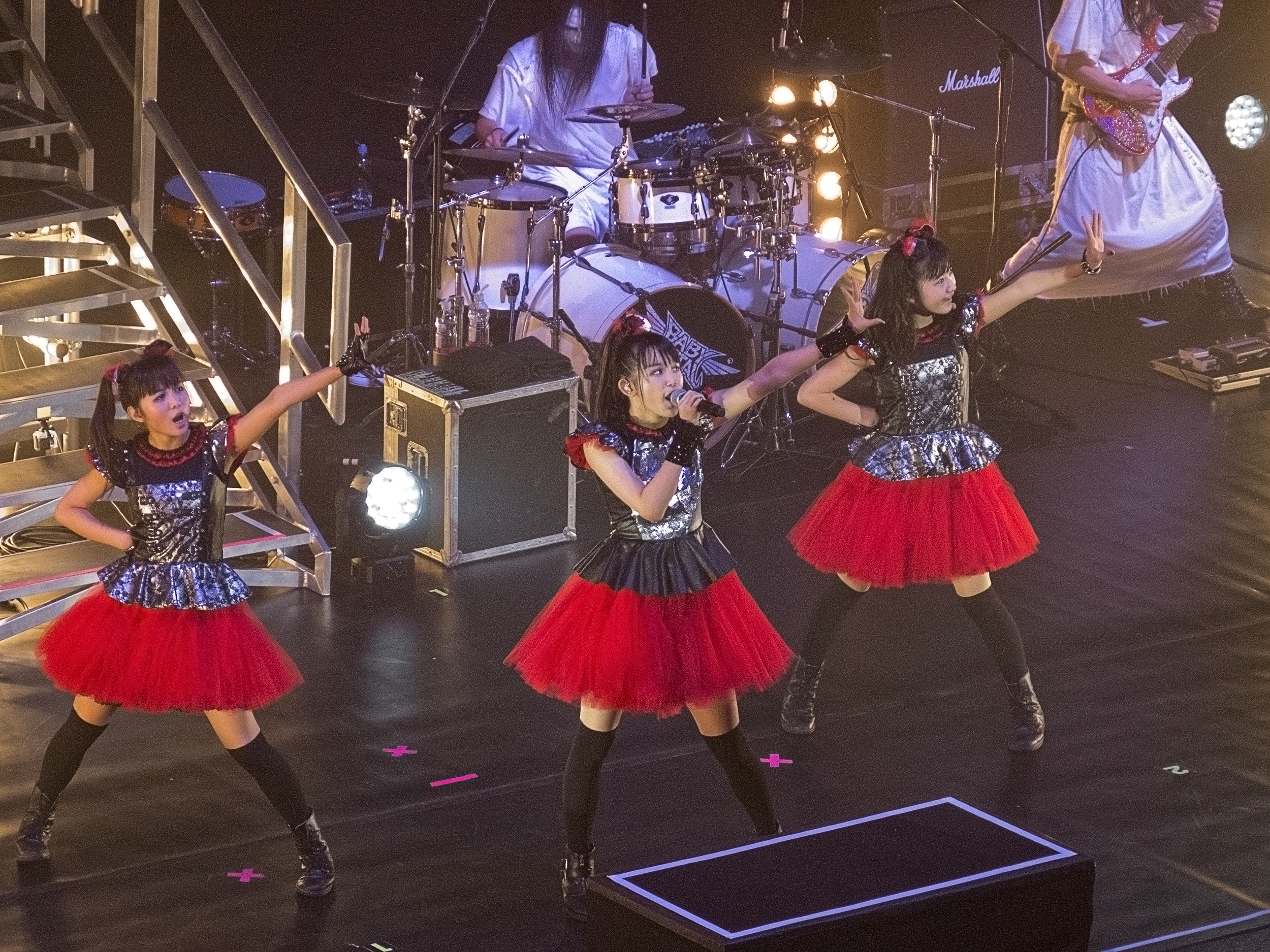
Le Babymetal in concerto alla Brixton Academy di Londra, novembre 2014

Il 1º e il 2 marzo 2014 le Babymetal tennero una serie di due concerti al Nippon Budokan di Tokyo, attirando un seguito di 20.000 spettatori totali e diventando, con un'età media di 14,7 anni, le artiste femminili più giovani a essercisi esibite. Durante il secondo concerto il gruppo annunciò inoltre un tour mondiale, che prese il via nel luglio dello stesso anno toccando città quali Parigi (Francia), Colonia (Germania), Londra e Knebworth (UK), quest'ultima in occasione del Sonisphere Festival 2014. Il tour proseguì in Nord America, dove le Babymetal si esibirono prima al Fonda Theatre di Los Angeles (USA) il 27 luglio, e poi all'Heavy Montréal 2014 in Canada, il 9 agosto. Nello stesso mese parteciparono a cinque date del tour americano di Lady Gaga ArtRave: The Artpop Ball, in qualità di gruppo spalla.
In ottobre le Babymetal pubblicarono il secondo DVD dal vivo, dal titolo Live: Legend 1999 & 1997 Apocalypse, contenente due concerti registrati all'NHK Hall e al Makuhari Event Hall durante il 2013. In novembre il gruppo tornò in Inghilterra, esibendosi al Brixton Academy di Londra, e negli Stati Uniti, all'Hammerstein Ballroom di New York.

### 2015-2017:Live at Budokan,Metal ResistanceeLive at Wembley
Il 7 gennaio 2015 fu pubblicato il terzo DVD dal vivo del gruppo intitolato Live at Budokan: Red Night & Black Night Apocalypse, contenente i due concerti registrati al Budokan, e un album dal vivo dal titolo Live at Budokan: Red Night, contenente l'audio del primo concerto e un codice che permetteva di scaricare in formato digitale Road of Resistance, brano nato da una collaborazione con Sam Totman e Herman Li del gruppo power metal britannico DragonForce.

L'album debuttò al primo posto della classifica Oricon settimanale dedicata ai Blu-ray, facendo delle Babymetal il gruppo musicale più giovane a raggiungere la vetta di tale classifica con un media di 15,7 anni, battendo il precedente record di 16,6 anni appartenuto alle Momoiro Clover Z. Live at Budokan: Red Night debuttò invece al 3º posto, diventando il primo album dal vivo a entrare nelle prime tre posizioni della Oricon a distanza di 24 anni e 7 mesi, quando il duo musicale Wink raggiunse la prima posizione con l'album Shining Star nel 1990.
Il 10 gennaio 2015 le Babymetal tennero un concerto davanti a 20.000 spettatori alla Saitama Super Arena, trasmesso poi dall'emittente satellitare WOWOW nel marzo successivo. Di lì a poco partirono per un'ulteriore tournée mondiale suonando in città quali Città del Messico (Messico), Toronto (Canada), Chicago e Columbus (Stati Uniti), Nürburg e Monaco (Germania), Vienna (Austria), Strasburgo (Francia), Zurigo (Svizzera), Bologna (Italia), Chiba (Giappone), oltre a partecipare ai festival di Reading e Leeds in Inghilterra.

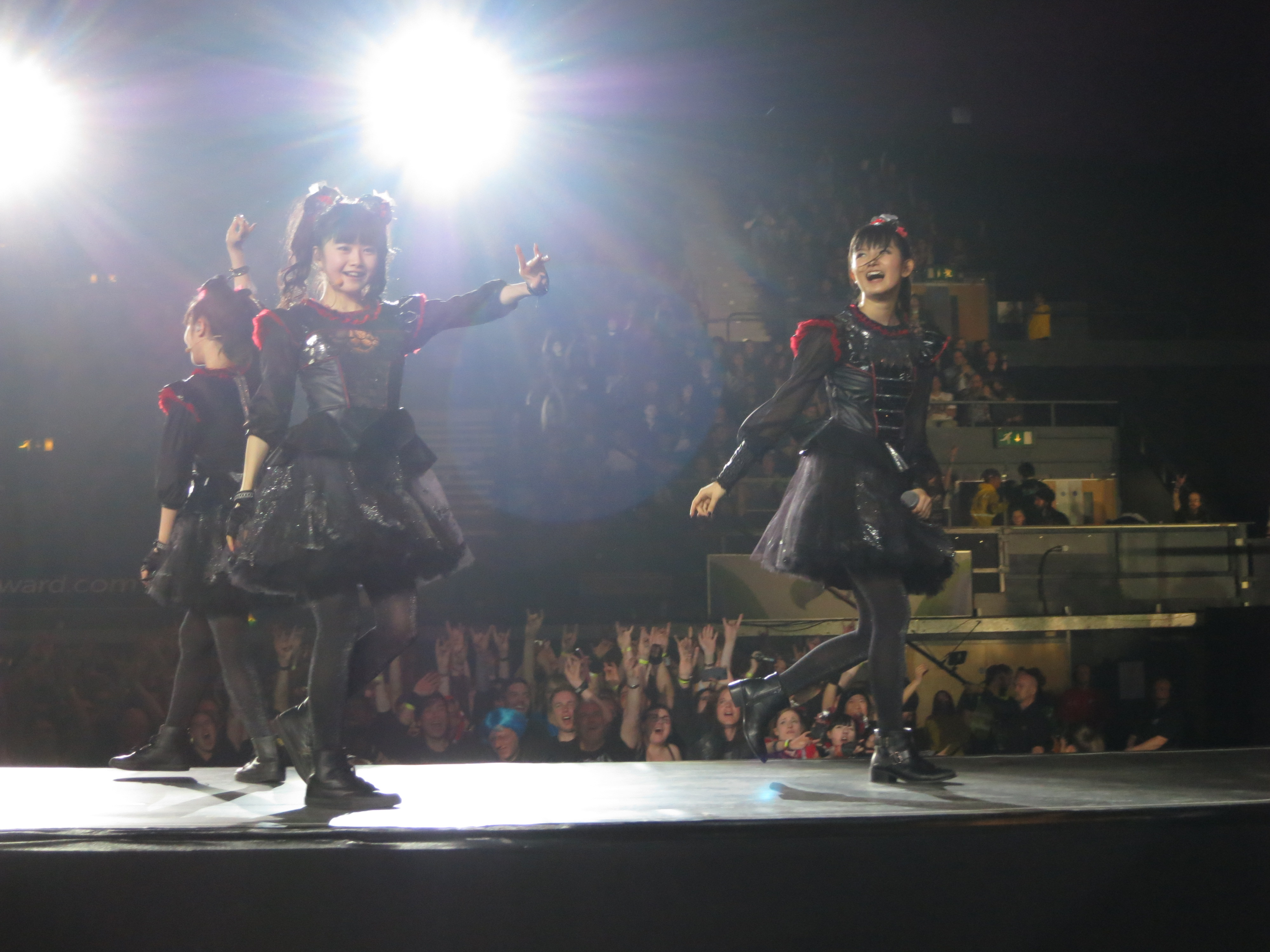
Le Babymetal in concerto alla Wembley Arena di Londra nel 2016

Il 15 gennaio 2016 venne annunciato Metal Resistance, secondo album in studio del gruppo, pubblicato il 29 marzo 2016. L'album fu anticipato dal singolo Karate, pubblicato il 25 febbraio 2016. L'uscita del disco fu accompagnata da un nuovo tour mondiale partito in aprile da Londra alla Wembley Arena e conclusosi in Giappone al Tokyo Dome in settembre. Dal concerto di Londra, prima volta per degli artisti giapponesi alla Wembley Arena, venne estratto un album dal vivo dal titolo Live at Wembley, uscito nel dicembre 2016.
Tra la fine del 2016 e il 2017 il gruppo accompagnò le date inglesi e statunitensi del The Getaway World Tour dei Red Hot Chili Peppers; inoltre supportò i Metallica a Seul (Sud Corea) durante il WorldWired Tour, i Korn durante il loro Serenity of Summer Tour e i Guns N' Roses nelle date giapponesi del loro Not in This Lifetime... Tour.

### 2018-presente: l'uscita dal gruppo di Yuimetal,Metal GalaxyeThe Other One
Nell'aprile 2018 le Babymetal lanciarono una propria etichetta discografica per il mercato americano, la Babymetal Records. A questo seguì, nel mese successivo, l'uscita del singolo Distortion, che anticipò di poco la partenza per la nuova tournée mondiale.
Pochi mesi dopo, in una nota sul sito web ufficiale delle Babymetal, Yuimetal espresse la volontà di abbandonare il gruppo a causa di problemi di salute. Yuimetal aveva già saltato le tappe statunitensi e europee del tour, nonché il concerto di Hiroshima tenutosi alla fine del 2017, alimentando le speculazioni che davano la ragazza in conflitto con le Babymetal, voci in seguito smentite ufficialmente dall'entourage americano del gruppo. 
Con quest'ultimo ridotto a due elementi, la tournée toccò varie città negli Stati Uniti, in Europa e in Giappone, oltre ai festival estivi di Rock on the Range (Stati Uniti), Download Festival (Regno Unito) e Rock am Ring (Germania); in sostituzione di Mizuno, il gruppo si avvalse di due ballerine di supporto per il resto della durata del tour.
Lo stesso giorno dell'annuncio dell'uscita dal gruppo di Yuimetal, venne pubblicato il singolo Starlight, seguito nei mesi successivi dall'uscita di altri due singoli, Elevator Girl e Pa Pa Ya!!. Nell'estate del 2019 le Babymetal divennero inoltre il primo gruppo giapponese a suonare al Glastonbury Festival, in Inghilterra. In questa e in altre esibizioni dal vivo Su-metal e Moametal furono affiancate da un terzo membro: nella posizione lasciata vacante da Yuimetal si alternarono infatti Riho Sayashi (ex Morning Musume), Kano Fujihira e Momoko Okazaki (Sakura Gakuin).
L'11 ottobre 2019 uscì il terzo album in studio del gruppo, Metal Galaxy, a cui collaborarono artisti quali Tak Matsumoto (B'z), Joakim Brodén (Sabaton), Tim Henson e Scott LePage (Polyphia), Alissa White-Gluz (Arch Enemy) e F. Hero.
Il 24 marzo 2023 è uscito il quarto album The Other One.

## Stile musicale
Il gruppo definisce il proprio stile musicale come un nuovo genere chiamato "kawaii metal" (kawaii significa "carino") e lo identifica come un «connubio di idol music e heavy metal», in quanto il loro stile teen pop giapponese si fonde a vari generi dell'heavy metal. I critici musicali solitamente associano il gruppo al death metal, all'heavy metal e al j-pop, ma il loro repertorio abbraccia una varietà di generi che vanno dal melodic death metal allo melodic speed metal, fino all'electronicore. Marty Friedman, ex chitarrista dei Megadeth, ha dichiarato che «il gruppo suona come i Meshuggah con sopra del j-pop».
L'idea di unire la musica pop giapponese ai diversi generi del metal si deve al produttore del gruppo Kei Kobayashi (Kobametal), il quale ha dichiarato che le Babymetal non sono categorizzabili né come metal né come pop, in quanto ambiscono a diventare un gruppo unico nel suo genere. Lo stesso nome del gruppo deriva da un gioco di parole con il vocabolo baby (ベビー?, bebī) che in lingua giapponese rima con la parola heavy (ヘビー?, hebī), ma può essere interpretato altresì come "nascita di un nuovo tipo di metal", in cui la parola baby sta appunto a indicare la nascita di un nuovo genere musicale.
Patrick St. Michel di MTV 81 ha definito il loro stile come un misto di «suoni apparentemente disparati provenienti sia dal metal che dal pop, che creano una musica ancorata a grida pesanti e teneri ritornelli». Enrico Ahlig, della rivista Metal Hammer, ha descritto il loro stile come una formula di «gonne corte, fascino da scolarette e voci acute, esattamente come nei manga. Il tutto unito al metal». Enrico Salvini di Panorama ha infine definito il loro stile come «una commistione di power e speed-metal con spruzzatine di EDM e crunk [...] su cui le tre goth-lolita cantano, con voci di bimbe, melodie pop di infettività epidemica».
I testi dei brani delle Babymetal trattano diversi temi, alcuni seri come il bullismo o la pressione esercitata nelle giovani donne a mantenere un determinato canone di bellezza, altri più convenzionali alla musica idol, come l'incoraggiare gli adolescenti a camminare con le proprie gambe, passando per argomenti molto più leggeri come le feste o il cioccolato. In ogni caso lo stile adottato nei testi del gruppo si discosta notevolmente da quello utilizzato dalla maggior parte dei gruppi metal.

## Esibizioni dal vivo
Oltre a cantare, le Babymetal accompagnano i brani con coreografie e passi di danza. Su-metal, la frontwoman del gruppo, è generalmente posizionata al centro ed è accreditata sul sito ufficiale delle Babymetal come cantante e ballerina; Yuimetal e Moametal le stanno ai lati, e sono accreditate come screamer e ballerine. Queste ultime, quando si esibiscono senza Su-metal, prendono il nome di Black Babymetal. Le coreografie sono ad opera di Mikiko, già nota per la sua collaborazione con le Perfume.

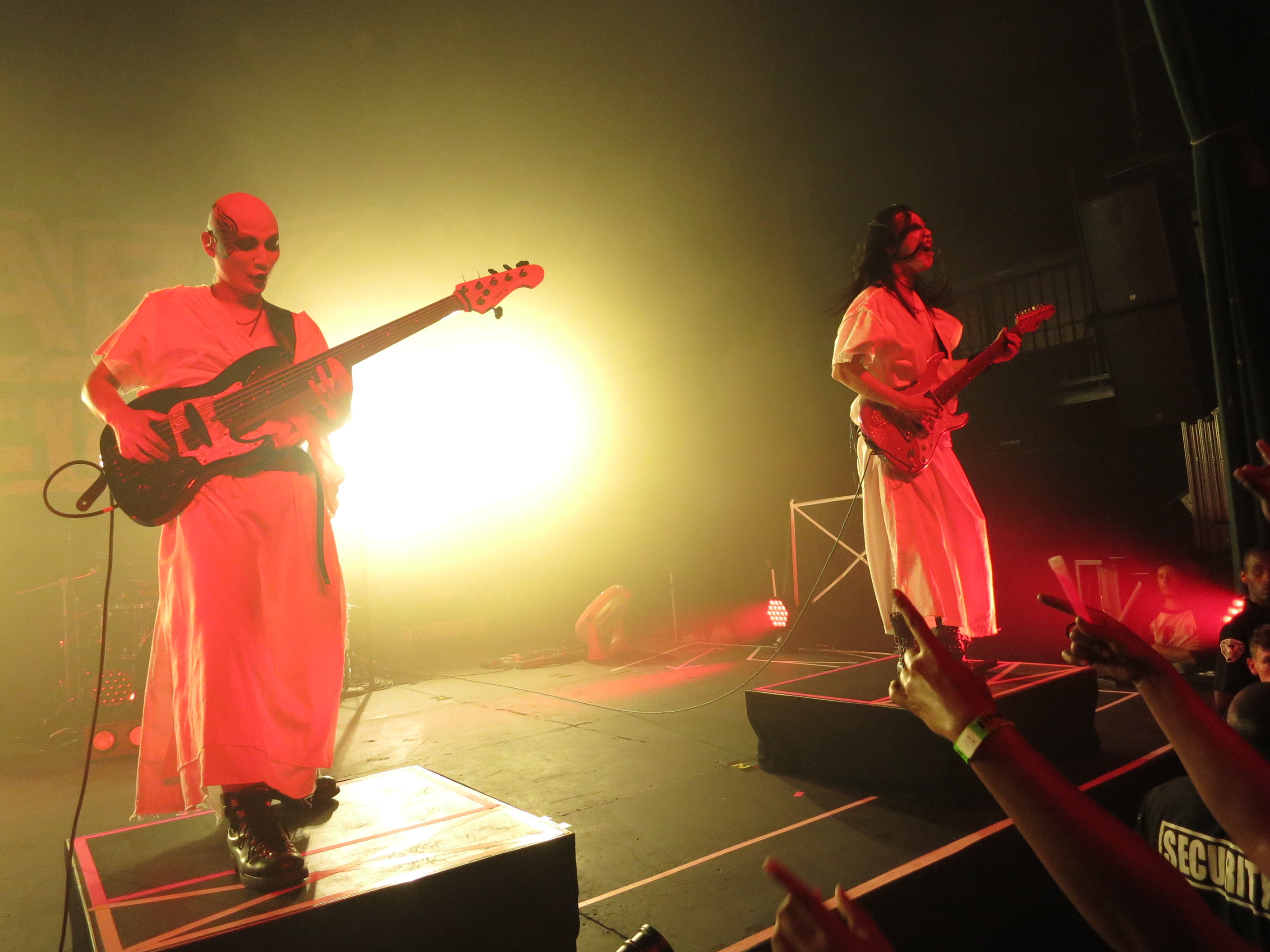
Chitarrista e bassista di supporto a un concerto delle Babymetal

Il trio si veste generalmente con abiti in stile punk/goth lolita di colore rosso e nero. Al posto del gesto delle corna utilizzano il cosiddetto "gesto della volpe", o più precisamente kitsune. Quest'ultima è accreditata dalle tre ragazze come l'entità divina che ha permesso loro di giungere alla ribalta. Il tema della kitsune ricorre spesso nelle esibizioni dal vivo del gruppo e, secondo il produttore Kobametal, ogni azione che le Babymetal debbono compiere è rivelata loro tramite questa entità divina. Ciò contribuisce a creare e a mantenere un alone di mistero attorno al gruppo.
Ai concerti le Babymetal sono accompagnate da una band di supporto, la quale inizialmente consisteva in una band che fingeva di suonare gli strumenti sopra la base registrata, indossando costumi da scheletro bianchi e neri. Con la crescita della popolarità del gruppo e la portata dei concerti questa venne gradualmente sostituita da una band formata da veri musicisti, tra i quali figurano Takayoshi Ōmura, Leda, Boh, Hideki Aoyama e Yūya Maeta. Quest'ultima è nota con il nome di Full Metal Band, Gods of Metal o Kami Band.

## Formazione

### Formazione attuale
- Su-metal, pseudonimo di Suzuka Nakamoto (中元 すず香?) – voce (2010–presente)
- Moametal, pseudonimo di Moa Kikuchi (菊地 最愛?) – cori (2010–presente)
- Momometal, pseudonimo di Momoko Okazaki (岡崎百々子?) – cori (2023–presente)

### Ex componenti
- Yuimetal, pseudonimo di Yui Mizuno (水野 由結?) – cori (2010–2018)

### Musicisti di supporto
- Takayoshi Ōmura (C4) – chitarra (2013–presente)
- Leda (Deluhi/Galneryus) – chitarra (2013–presente)
- Boh (Binecks) – basso (2013–presente)
- Hideki Aoyama (Ever+Last) – batteria (2013–presente)

### Ex musicisti di supporto
- Mikio Fujioka – chitarra (2013–2018)
- Yūya Maeta (Blue Man Group) – batteria (2014)

## Discografia

### Album in studio
- 2014 – Babymetal
- 2016 – Metal Resistance
- 2019 – Metal Galaxy
- 2023 – The Other One
- 2025 – Metal Forth

### Raccolte
- 2020 – 10 Babymetal Years

### Album dal vivo
- 2015 – Live at Budokan: Red Night
- 2016 – Live at Wembley

## Videografia

### Album video
- 2013 – Live: Legend I, D, Z Apocalypse
- 2014 – Live: Legend 1999 & 1997 Apocalypse
- 2015 – Live at Budokan: Red Night & Black Night Apocalypse
- 2015 – Live in London: Babymetal World Tour 2014
- 2016 – Live at Wembley
- 2017 – Live at Tokyo Dome
- 2018 – Legend S: Baptism XX

## Tournée
- 2013 – Babymetal Death Match Tour 2013: May Revolution
- 2014 – Babymetal World Tour 2014
  - 2014 – Babymetal Back to the USA/UK Tour 2014
- 2015 – Babymetal World Tour 2015
  - 2015 – Babymetal World Tour 2015 in Japan
- 2016 – Babymetal World Tour 2016: Legend - Metal Resistance

## Premi e riconoscimenti
MTV Europe Music Awards
- 2014 – Precandidatura alla wildcard per la categoria Miglior artista giapponese[106]
- 2015 – Candidatura per la categoria Migliore artista giapponese[107]
- 2017 – Miglior artista giapponese[108]

MTV Video Music Awards Japan
- 2015 – Miglior artista metal

Annual Loudwire Music Awards
- 2014 – Miglior artista emergente[110]
- 2015 – Miglior brano (per Road of Resistance)[111]
- 2015 – Miglior performance dal vivo[111]
- 2015 – Fan più fedeli[111]

CD Shop Awards
- 2015 – Miglior album (per Babymetal)

Kerrang! Awards
- 2015 – Premio "Spirit of Independence"

Metal Hammer Golden Gods Awards
- 2015 – Premio "Breakthrough Band"

GQ Japan Men of the Year Awards
- 2015 – Premio "Discovery of the Year"

Vogue Japan Awards
- 2015 – Premio "Women of the Year"